# Petro Slobodjan
Petro Petrovyč Slobodjan (in ucraino Петро Петрович Слободян?, in russo Пётр Петрович Слободян?, Pëtr Petrovič Slobodjan; Šeparivci, 2 luglio 1953 – 15 dicembre 2020) è stato un allenatore di calcio e calciatore sovietico, dal 1991 ucraino, di ruolo attaccante.

## Statistiche

### Cronologia presenze e reti in nazionale
| Cronologia completa delle presenze e delle reti in nazionale ― Unione Sovietica | Cronologia completa delle presenze e delle reti in nazionale ― Unione Sovietica | Cronologia completa delle presenze e delle reti in nazionale ― Unione Sovietica | Cronologia completa delle presenze e delle reti in nazionale ― Unione Sovietica | Cronologia completa delle presenze e delle reti in nazionale ― Unione Sovietica | Cronologia completa delle presenze e delle reti in nazionale ― Unione Sovietica | Cronologia completa delle presenze e delle reti in nazionale ― Unione Sovietica | Cronologia completa delle presenze e delle reti in nazionale ― Unione Sovietica |
| Data                                                                            | Città                                                                           | In casa                                                                         | Risultato                                                                       | Ospiti                                                                          | Competizione                                                                    | Reti                                                                            | Note                                                                            |
| ------------------------------------------------------------------------------- | ------------------------------------------------------------------------------- | ------------------------------------------------------------------------------- | ------------------------------------------------------------------------------- | ------------------------------------------------------------------------------- | ------------------------------------------------------------------------------- | ------------------------------------------------------------------------------- | ------------------------------------------------------------------------------- |
| 28-11-1976                                                                      | Buenos Aires                                                                    | Argentina                                                                       | 0 – 0                                                                           | Unione Sovietica                                                                | Amichevole                                                                      | -                                                                               | 60’                                                                             |
| 1-12-1976                                                                       | Rio de Janeiro                                                                  | Brasile                                                                         | 2 – 0                                                                           | Unione Sovietica                                                                | Amichevole                                                                      | -                                                                               | 46’                                                                             |
| Totale                                                                          |                                                                                 | Presenze                                                                        | 2                                                                               |                                                                                 | Reti                                                                            | 0                                                                               |                                                                                 |

## Palmarès

### Giocatore

#### Competizioni nazionali
- Campionato sovietico: 2

Dinamo Kiev: 1975, 1977
- Coppa dell'Unione Sovietica: 1

Dinamo Kiev: 1978

#### Competizioni internazionali
- Supercoppa UEFA: 1

Dinamo Kiev: 1975